# Ceiba trischistandra
Ceiba trischistandra är en malvaväxtart som först beskrevs av Asa Gray, och fick sitt nu gällande namn av Bakhuisen. Ceiba trischistandra ingår i släktet Ceiba och familjen malvaväxter. Inga underarter finns listade i Catalogue of Life.

## Bildgalleri

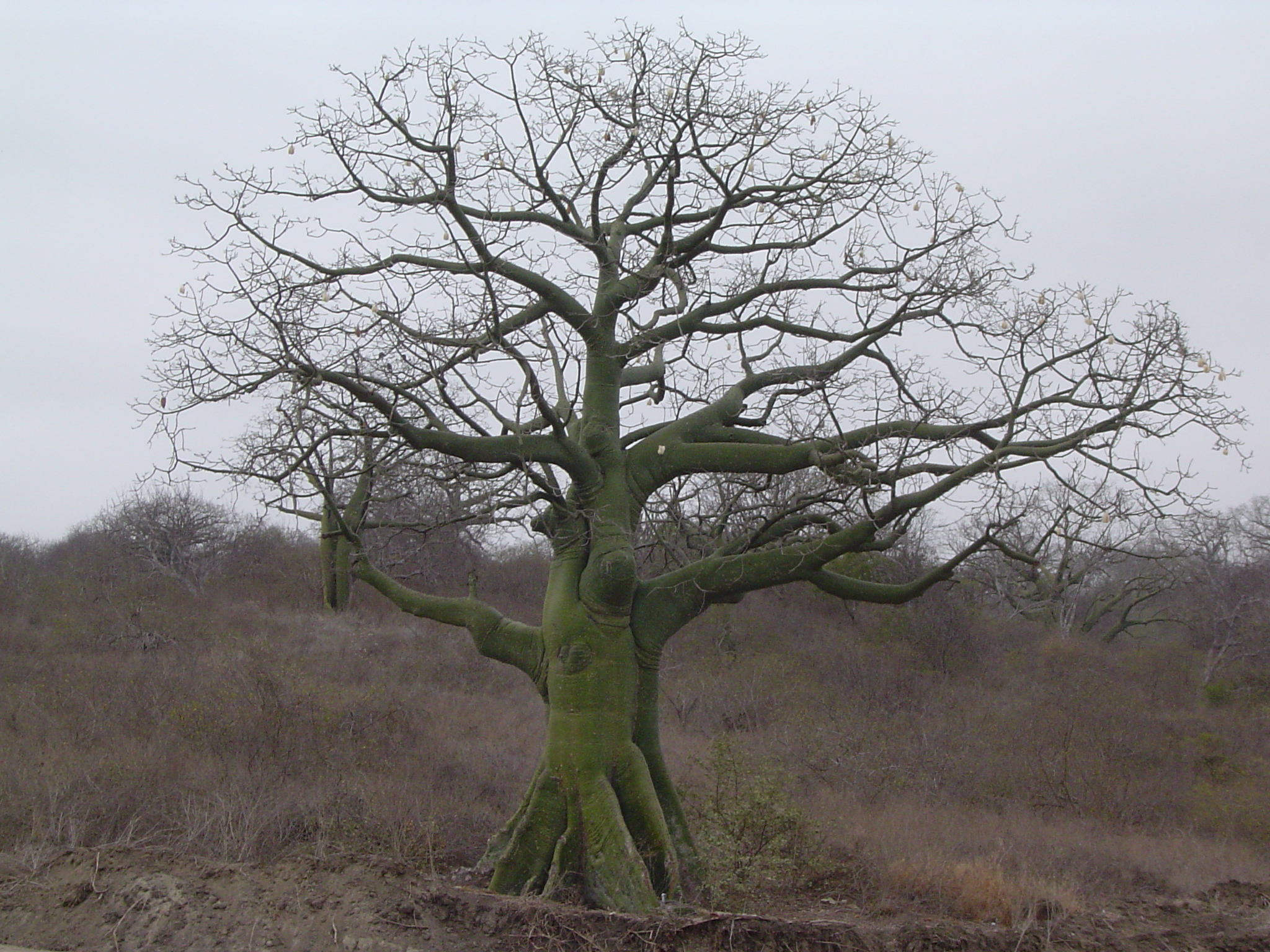